# Heinrich Bangert (Politiker)
Heinrich „Heini“ Bangert (* 3. Februar 1904 in Elberfeld; † 27. Oktober 1976 in Wuppertal) war ein deutscher Schmiedemeister und Politiker.

## Leben
Er war der Nachkomme von Landwirten aus Waldeck. Nach dem Besuch von Volks- und Fachschule ging er an die Reichsführerschule nach Bernau. Von 1917 bis 1919 war er als Hilfsarbeiter in der Rüstungsindustrie tätig. Zum 9. Juli 1927 trat er der NSDAP bei (Mitgliedsnummer 64.269). 1928 legte er die Prüfung als Schmiedemeister ab.
Er wurde Kreisobmann in Wuppertal und 1933 Gauobmann des NSBO und der Deutschen Arbeitsfront. Im März 1933 wurde er Stadtverordneter in Wuppertal. Im selben Jahr war er Abgeordneter im Provinziallandtag der preußischen Rheinprovinz für Wuppertal.